# Nada Surf
Nada Surf és una banda de rock alternatiu format en 1992 a Nova York, integrat per Matthew Caws (guitarra i veu), Daniel Lorca (baix i veu) i Ira Elliot (bateria i veu). La banda va obtenir el seu reconeixement mundial gràcies a "Popular" de l'àlbum High/Low (1996).

## Història[2]
El grup es va formar el 1992 amb Matthew Caws, Daniel Lorca i un altre bateria, que va abandonar el projecte després de l'enregistrament de les demos per al primer disc, High/Low. Aquest va ser substituït per Ira Elliot, exbateria dels Fuzztones, consolidant així la formació que es manté fins avui.
Matthew Caws pertany a una família de professors universitaris, i parla diversos idiomes. La seva formació universitària s'observa en la qualitat de les seves lletres. Durant els tres primers discos de la banda ha utilitzat sempre guitarres Gibson Les Paul i cap pedal d'efectes.
Daniel Lorca, de família madrilenya però establert a Nova York des de la infància, s'encarrega de fer la majoria de cors en directe i utilitza el mateix baix Fender Precision destrossat que va rebre com a regal dels seus pares als 18 anys. Les seves línies de baix són melòdiques, amb clares influències de la New Wave dels anys 1980, i especialment de New Order, el tema dels quals Blue Monday han versionat sovint.
Ira Elliot va tocar amb els Fuzztones de Rudi Protrudi durant el final dels anys 1980, i es caracteritza per unes parts de bateria aparentment simples, però que recolzen molt la cançó i són fàcilment recognoscibles com a seves. El seu estil és similar al de Keith Moon dels The Who.
High/Low va tenir gran èxit gràcies al single "Popular", en el qual Caws descriu els requisits per ser el més popular de l'institut. El vídeo que acompanyava a la cançó va ser emès amb certa freqüència en la MTV, la qual cosa va portar a molts a pensar que el grup era tan sols un one-hit wonder de fàcil consum i destinat a desaparèixer. El disc va ser mesclat per Ric Ocasek de The Cars i publicat en 1996.
En 1998 el grup publica The Proximity Effect, en el qual es consolida amb composicions encertades com Mother's day, Robot (en les quals parlen de les repercussions dels abusos sexuals) o Firecracker, el seu primer single.
Després d'una espera de quatre anys, apareix Let Go, en el qual apunten noves vies amb l'ús de teclats i alguns sintetitzadors, encara que sempre al servei d'un power pop enèrgic i basat en el so de les guitarres. La temàtica és més madura, amb cançons sobre la falta de comunicació en Killian's red o l'apatia en Fruit Fly.
En aquest disc es troba una pista anomenada Blonde on Blonde que apareix en la banda sonora de Sommersturm, pel·lícula alemanya que explica la història sobre dos amics el qual un s'enamora de l'altre.
En 2005 publiquen The Weight Is a Gift, on els teclats cobren major protagonisme. El disc va ser produït per Chris Walla de Death Cab for Cutie, i la seva influència és observable en una major atenció a les atmosferes i els cors, sense modificar radicalment el so de la banda.
Al febrer de 2008 és llançat Lucky, que al principi comptava amb el nom provisional Time for a plan A. El disc de lliure distribució a Europa es caracteritza per mantenir ritmes indie pop conservant melodies vitalistes i lletres estrictament personals. En la seva elaboració es va comptar amb la col·laboració de Ben Gibbard, de Death Cab For Cutie, i de Sean Nelson, d'Harvey Danger entre d'altres.

## Membres[2]
- Matthew Caws - guitarra i veu (1992-present)
- Daniel Lorca - baix i veu (1992-present)
- Ira Elliot - bateria i veu (1995-present)
- Aaron Conte

## Discografia

### Àlbums d'estudi[3]
- High/Low (1996)
- The Proximity Effect (1998)
- Let Go (2002)
- The Weight Is a Gift (2005)
- Lucky (2008)
- If I Had a Hi-Fi (2010)
- The Stars Are Indifferent To Astronomy (2012)
- You Know Who You Are (2016)
- Never Not Together (2020)
- Cycle Through (EP) (2021)